# Однополые союзы в США
Однополые союзы в США существуют в различных формах во всех штатах и территориях, за исключением Американского Самоа. Во всех штатах легализованы однополые браки, в то время как гетеросексуальные партнеры имеют возможность заключить гражданские союзы, семейные партнерства или взаимные отношения бенефициаров. Федеральное правительство признает только брак и никакой другой законный союз для однополых пар.
Гавайи были первым штатом, признавшим ограниченные легальные однополые союзы, сделав это в 1997 году в форме взаимного партнерства бенефициаров.

## Федеральный закон
Правовые вопросы, связанные с однополыми браками в Соединенных Штатах, осложняются федеральной системой государственного управления страны. Традиционно федеральное правительство не пытается установить свое собственное определение брака. Вместо этого любой брак, признанный государством, признавался федеральным правительством, даже если этот брак не признавался одним или несколькими другими штатами (как это было в случае с межрасовыми браками до 1967 года из-за анти-смешанных законов). По данным Федерального управления подотчетности правительства (GAO), более 1138 прав и льгот предоставляются федеральным правительством американским гражданам, вступивших в брак. Затронутые области включают пособия по социальному обеспечению, пособия ветеранам, медицинское страхование, программу медицинской помощи нуждающимся (Медикейд), посещение больниц, налоги на имущество, пенсионные накопления, пенсии, отпуск по семейным обстоятельствам и иммиграционное законодательство.
Федеральный закон о защите брака 1996 года, вызванный опасениями неблагоприятного результата в иске штата Гавайи "Байер против Майка", четко определил брак как союз одного мужчины и одной женщины для целей всех федеральных законов (см. 1 U.S.C. § 7), который в конечном счете был признан неконституционным Верховным судом США в деле США против Виндзора 26 июня 2013 года. В результате вскоре после того, как было принято решение в вышеупомянутом деле, ряд федеральных льгот, начиная от ветеранских пособий и заканчивая иммиграцией, были уточнены как применяющиеся в равной степени к однополым парам.

## Брак
Движение за получение гражданских брачных прав и льгот для однополых пар в Соединенных Штатах началось в 1970-х годах, но оставалось безуспешным в течение более сорока лет. 17 мая 2004 года Массачусетс стал первым штатом США и шестой юрисдикцией в мире, легализовавшей однополые браки после решения Верховного суда шестью месяцами ранее. До общенациональной легализации однополые браки стали законными в 37 штатах; 25 Штатов - по решению суда, 10 - законодательным актом и 3 - референдумом. Некоторые Штаты узаконили однополые браки более чем одним из этих трех вариантов.
26 июня 2015 года Верховный суд США постановил в деле «Обергефелл против Ходжеса», что Штаты должны легализовать и признавать однополые браки. Следовательно, однополые браки являются законными во всех 50 штатах, округе Колумбия, Пуэрто-Рико, Гуаме, Виргинских островах США и Северных Марианских островах. Официальные лица Американского Самоа обсуждают вопрос о том, распространяется ли это постановление на эту территорию; в настоящее время однополые браки там не легализованы и не признаются.

### Индейские племенные нации
Решение Верховного суда о легализации однополых браков в Штатах и территориях не легализовало однополые браки на землях коренных американцев. В Соединенных Штатах Конгресс (а не федеральные суды) имеет законную власть над территорией индейцев. Таким образом, если Конгресс не примет закон, легализующий однополые браки для индейских племен, федерально признанные индейские племена имеют законное право формировать свои собственные законы о браке. На момент принятия решения по делу «Обергефелл против Ходжеса» 24 племенных государства юридически признавали однополые браки. Некоторые племена приняли законы, конкретно касающиеся однополых отношений, а некоторые уточняют, что племенные браки регулируются законами и юрисдикцией Штатов.

## Гражданские союзы
Гражданские союзы являются средством установления родства таким же образом, как и брак. Формальности для вступления в Гражданский Союз, а также выгоды и обязанности сторон, как правило, аналогичны или идентичны тем, которые относятся к браку. Различные названия используются для подобных отношений в других штатах, но гражданский союз был впервые применен в Вермонте.
Признание Верховным судом недействительным раздела 3 DOMA в 2013 году усилило разницу между браком и гражданскими союзами; в то время как брак обеспечивает федеральные льготы, гражданские союзы этого не делают.
После легализации однополых браков в их юрисдикции Вермонт, Коннектикут, Нью-Гэмпшир, Род-Айленд и Делавэр перестали предлагать гражданские союзы.
Гражданские союзы все еще легальны на Гавайях, в Иллинойсе, Нью-Джерси и Колорадо; гражданские союзы также все еще легальны в шести муниципалитетах Аризоны.